# ボクのプラチナレディー
『ボクのプラチナレディー』は、八神千歳による日本の漫画作品。『ちゃお』（小学館）にて2005年5月号から2006年7月号まで連載された。単行本は全3巻。

## 概要
八神千歳6作目の連載作品。出稼ぎ中の母に代わり大黒柱として頑張っている少女が、私立城華（じょうか）学園で成績優秀者が学費免除されるというお金持ち校に入学し、数人のライバルとともに成績上位を目指すという話。

## 登場人物
小田切 愛（おだぎり あい）
主人公、家族思いの少女で倹約家。
城華学園に上位合格し、学費免除権「PS」（プラチナスチューデント）の候補となっている。
節約について積極的であるがそれが災いして様々なトラブルを起こしてしまう。
7月7日生まれ。
伊藤 蓮太郎（いとう れんたろう）
もうひとりのPS候補。
悪気はないが愛に対抗心が強く、突っかかりがちである。比較的硬派な性格でクールな面もある。
クリストファー・フィリップ
もうひとりのPS候補。
伊藤とは対照的に愛のことを気に入っており、愛に優しく接している。
小田切 希（おだぎり のぞみ）
小田切家次女。12歳。
冷静な性格で愛の度が過ぎた倹約を食い止める役を担っている。
11月11日生まれ。
小田切 翼（おだぎり つばさ）
小田切家長男。10歳。
男でありながら家事をこよなくこなし小田切家の家事を纏めている。
9月9日生まれ。
小田切 昇（おだぎり のぼる）
小田切家次男。三つ子。3歳。
伊藤のことを気に入っている。クマのきぐるみのような服を着ている。
3月3日生まれ。
小田切 翔（おだぎり しょう）
小田切家三男。三つ子。3歳。
不可思議なことに興味を持っている。ネコのきぐるみのような服を着ている。
3月3日生まれ。
小田切 夢（おだぎり ゆめ）
小田切家三女。三つ子。3歳。
クリスのことを気に入っている。ウサギのきぐるみのような服を着ている。
3月3日生まれ。

## 番外編
- 小田切家、海へ行く。（『ちゃおデラックス』2005年8月25日号掲載）
- 昇クンのにちようび（『ちゃおデラックス』2006年2月20日号に掲載）

## 書誌情報
- 八神千歳『ボクのプラチナレディー』小学館〈ちゃおコミックス〉、全3巻
  1. 2005年11月初版発行[1]、ISBN 978-4-09-159006-0
  2. 2006年4月初版発行[2]、ISBN 978-4-09-130404-9
  3. 2006年7月初版発行[3]、ISBN 978-4-09-130526-8